# Alstroemeria pallida
Alstroemeria pallida este o specie de plante monocotiledonate din genul Alstroemeria, familia Alstroemeriaceae, descrisă de Robert Graham. Conform Catalogue of Life specia Alstroemeria pallida nu are subspecii cunoscute.